# Zivilkommissär (Baden)
Das Amt des Zivilkommissärs wurde vom Landesausschuß der Volksvereine während der Badischen Revolution im Mai 1849 geschaffen. Die Mairevolution hatte die vorhandenen Verwaltungsstrukturen übernommen und die Zivilkommissäre den zumeist im Amt gebliebenen Amtmännern der Bezirks- oder Oberämter vorgesetzt. Die Zivilkommissäre sollten die Durchsetzung der Verordnungen der Revolutionsregierung überwachen. Sie waren gleichzeitig für die Mobilisierung der Bürgerwehren verantwortlich.